# Ortsbus Lech

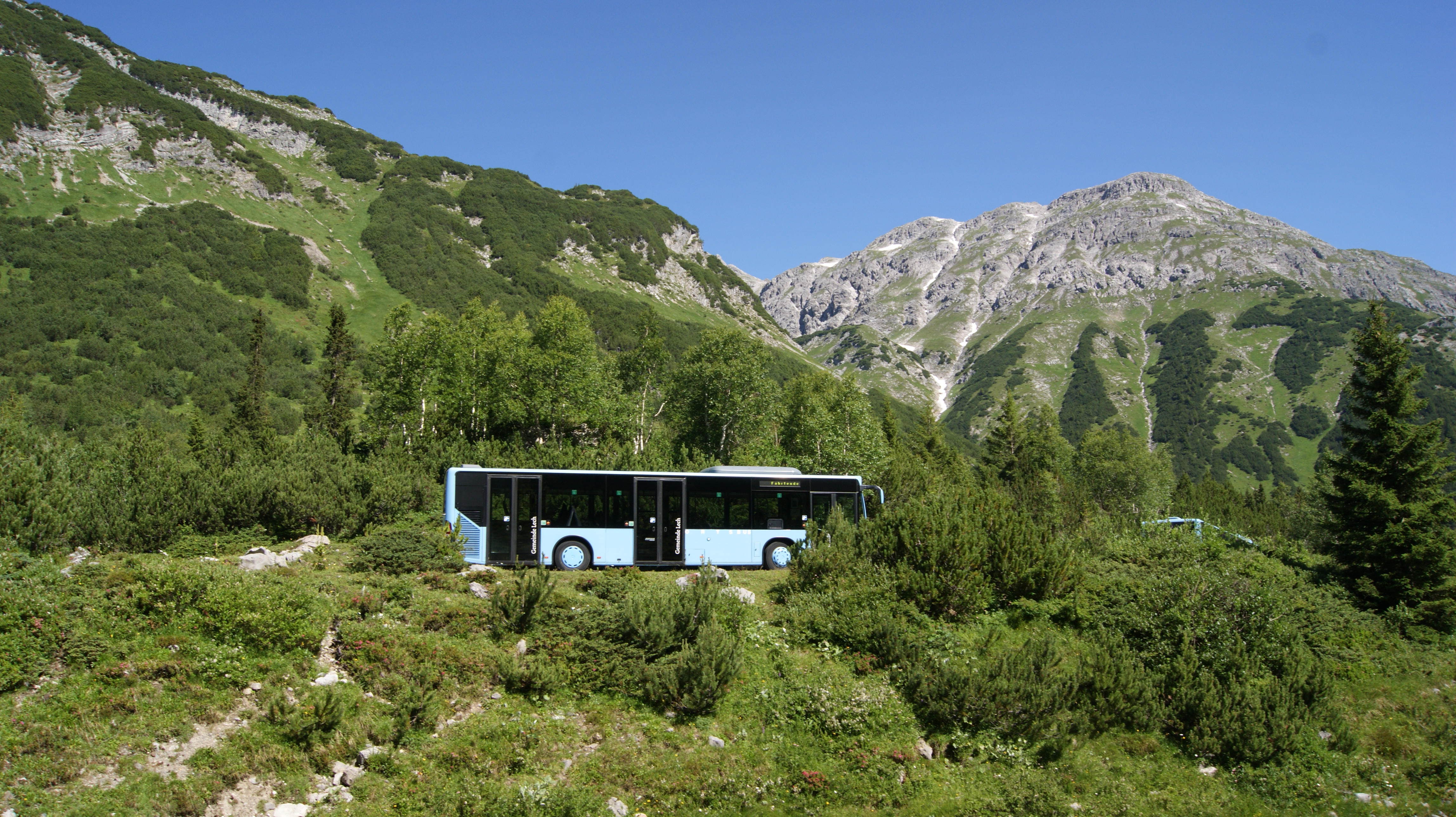
Ortsbus Lech als Wanderbus an den Formarinsee/zur Formarinalpe (2018)

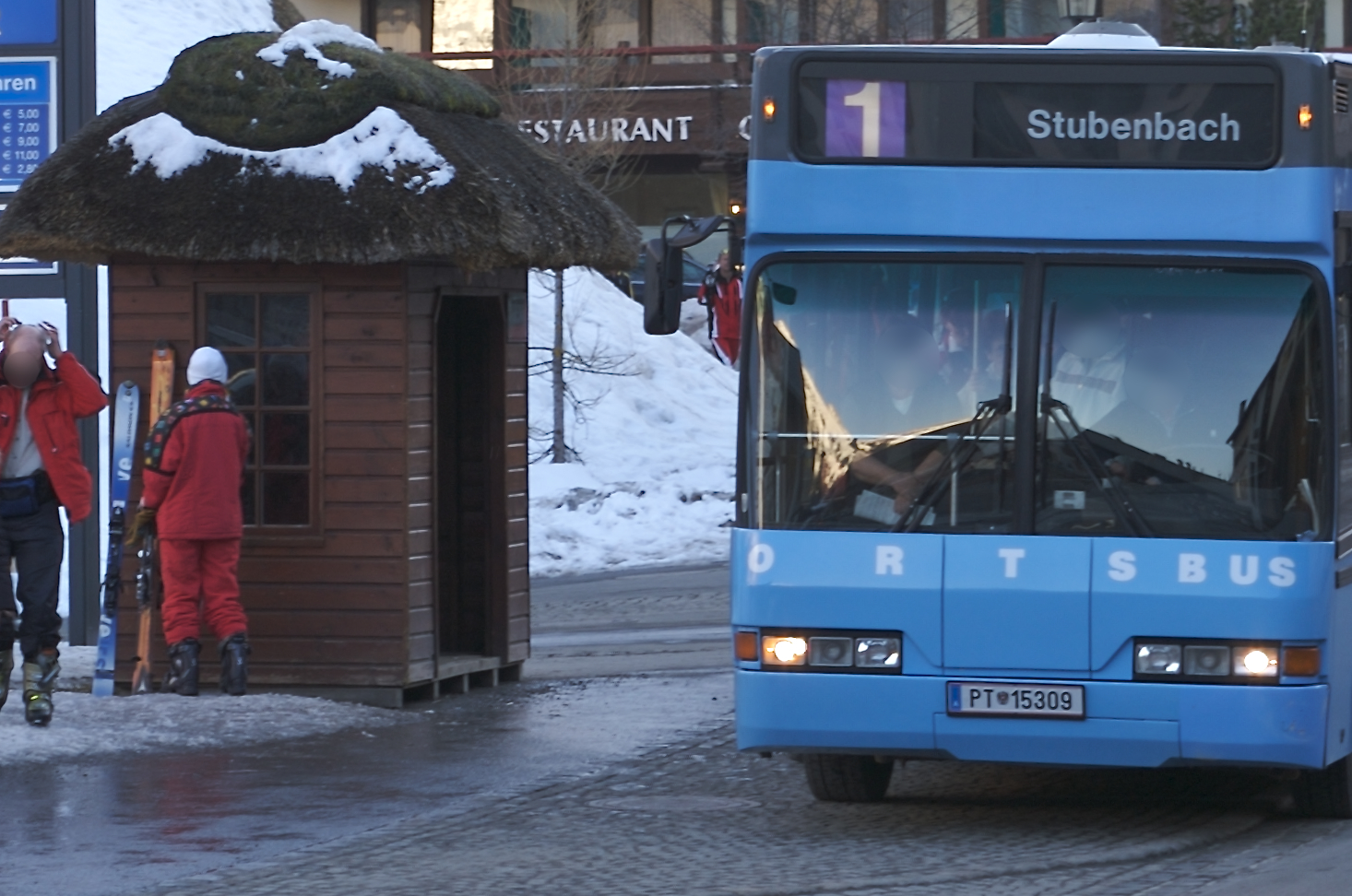
Ortsbus Lech an einem reetgedeckten Wartehäuschen (2007)

Der Ortsbus Lech ist der Kern des öffentlichen Personennahverkehrs (ÖPNV) in der Gemeinde Lech. Er ist zum überwiegenden Teil in den Verkehrsverbund Vorarlberg (VVV) eingebunden.
Aufgabe des Ortsbusses Lech ist es, die Mobilität der Bevölkerung zu erhöhen und gleichzeitig eine Verkehrsberuhigung im gesamten Ortsgebiet zu schaffen.

## Geschichte
Bereits vor dem Ortsbussystem in Lech gab es eine Vereinheitlichung der bestehenden Bussysteme, Koordination und Fahrplanabstimmung. 1997 wurden diese Systeme durch den Ortsbus Lech ergänzt und mit einem einheitlichen Erscheinungsbild und neuem Wagenmaterial ausgestattet. Der Ortsbus Lech begann am 28. Juni 1997 mit vier Fahrzeugen auf zwei Linien.
Nach Präsentation im Oktober 2022 wurden mit Dezember 2022 die Liniennummern von ein- auf dreistellig umgestellt. Grund hierfür ist, dass so eine Überschneidung zwischen den Nummern der verschiedenen Busregionen Vorarlbergs vermieden werden soll.

## Linienführung
Im Winter wird durch die Sperre der Straßenverbindung zwischen Lech und Warth (Strecke der Linie 709) sowie die Einstellung der Linien 706 und 707 (Wanderbusse) nur das Ortsgebiet von Lech bedient. In der Zwischensaison bestehen ebenfalls eingeschränkte Fahrpläne.
| Linie (ab Dez. 2022) | Linie (bis Nov. 2022) | Verlauf                                      | Takt Sommersaison | Takt Wintersaison        |
| -------------------- | --------------------- | -------------------------------------------- | ----------------- | ------------------------ |
| 701                  | 1                     | Rüfiplatz – Stubenbach                       | 30 min            | 20 min                   |
| 702                  | 2                     | Drofhus – Zug                                | 30 min            | 20 min                   |
| 703                  | 3                     | Dorfhus – Zürs                               | –                 | 20 min                   |
| 704                  | 4                     | Rüfiplatz – Oberlech                         | 60 min            | 30/60 min                |
| 705                  | 5                     | Rüfiplatz – sport.park.lech – Oberstubenbach | –                 | 20/60 min                |
| 706                  | 6                     | Rüfiplatz – Spullersee                       |                   | –                        |
| 707                  | 7                     | Rüfiplatz – Formarinsee                      |                   | –                        |
| 708                  | 8                     | Dorfhus – Omesberg                           | –                 | 60 min                   |
| 709                  | 3                     | Lech – Warth – Saloberlifte                  | 60 min            | –                        |
| 711                  | –                     | Rüfiplatz – Feuerwehrhaus                    | –                 | 10 min (nur Hauptsaison) |

(Stand: 24. November 2023)
Die Linien verkehren tagsüber. Im Winter gibt es für die Linien 701, 702, 703, 704 und 705 zusätzlich einen fahrplanmäßigen Abendverkehr unter der Bezeichnung James. Am James sowie generell auf den Linien 706 und 707 gilt der VVV-Tarif nicht.